# Férfi 1500 méteres gyorsúszás a 2011-es úszó-világbajnokságon
A férfi 1500 méteres gyorsúszás selejtezőjét július 30-án, míg döntőt július 31-én rendezték meg a 2011-es úszó-világbajnokságon.

## Rekordok
A verseny előtti rekordok:
|                                 | Név           | Nemzetiség | Idő      | Helyszín | Dátum            |
| ------------------------------- | ------------- | ---------- | -------- | -------- | ---------------- |
| Világrekord Világbajnoki rekord | Grant Hackett | AUS        | 14:34.56 | Fukuoka  | 2001. július 29. |

A verseny során új világ és világbajnoki rekord született:
| Dátum            | Kör   | Név                  | Nemzetiség | Idő      | WR | CR |
| ---------------- | ----- | -------------------- | ---------- | -------- | -- | -- |
| 2011. július 31. | Döntő | Szun Jang (Sun Yang) | Kína       | 14:34.14 | WR | CR |

## Érmesek
| Arany                       | Ezüst                  | Bronz                    |
| Kína · Szun Jang (Sun Yang) | Kanada · Ryan Cochrane | Magyarország · Kis Gergő |

## Eredmény

### Selejtezők
27 versenyző indult
| Helyezés | Selejtező | Pálya | Név                       | Nemzetiség | Idő      | Megj. |
| -------- | --------- | ----- | ------------------------- | ---------- | -------- | ----- |
| 1        | 4         | 4     | Szun Jang (Sun Yang)      | CHN        | 14:48.13 | Q     |
| 2        | 2         | 3     | Kis Gergő                 | HUN        | 14:52.72 | Q     |
| 3        | 2         | 6     | Peter Vanderkaay          | USA        | 14:54.99 | Q     |
| 4        | 2         | 4     | Chad La Tourette          | USA        | 14:55.59 | Q     |
| 5        | 3         | 4     | Ryan Cochrane             | CAN        | 14:55.86 | Q     |
| 6        | 2         | 5     | Pál Joensen               | FRO        | 14:56.66 | Q     |
| 7        | 4         | 3     | Yohsuke Miyamoto          | JPN        | 14:57.12 | Q     |
| 8        | 3         | 5     | Samuel Pizzetti           | ITA        | 14:58.30 | Q     |
| 9        | 3         | 3     | Mateusz Sawrymowicz       | POL        | 15:02.56 |       |
| 10       | 3         | 2     | Job Kienhuis              | NED        | 15:05.27 |       |
| 11       | 4         | 5     | Sebastien Rouault         | FRA        | 15:05.88 |       |
| 12       | 3         | 7     | Taj Csün (Dai Jun)        | CHN        | 15:09.15 |       |
| 13       | 3         | 1     | Mads Glæsner              | DEN        | 15:12.52 |       |
| 14       | 4         | 7     | Daniel Fogg               | GBR        | 15:13.39 |       |
| 15       | 4         | 6     | Uszáma el-Mellúli         | TUN        | 15:13.56 |       |
| 16       | 2         | 2     | Szerhij Frolov            | UKR        | 15:14.38 |       |
| 17       | 3         | 6     | Heerden Herman            | RSA        | 15:21.92 |       |
| 17       | 4         | 8     | Juan Martin Pereyra       | ARG        | 15:21.92 | NR    |
| 19       | 4         | 2     | Gregorio Paltrinieri      | ITA        | 15:22.03 |       |
| 20       | 4         | 1     | Gyurta Gergely            | HUN        | 15:22.50 |       |
| 21       | 2         | 7     | Christian Kubusch         | GER        | 15:27.68 |       |
| 22       | 1         | 4     | Uladzimir Zhyharau        | BLR        | 15:36.23 |       |
| 23       | 3         | 8     | Ventsislav Aydarski       | BUL        | 15:46.33 |       |
| 24       | 2         | 1     | Jarrod Killey             | AUS        | 15:51.66 |       |
| 25       | 1         | 6     | Esteban Enderica          | ECU        | 15:56.30 |       |
| 26       | 1         | 5     | Iacovos Hadjiconstantinou | CYP        | 17:02.94 |       |
| 27       | 1         | 3     | Omar Nunez                | NCA        | 17:41.77 |       |

### Döntő
| Helyezés  | Pálya | Név                  | Nemzetiség | Idő      | Megj. |
| --------- | ----- | -------------------- | ---------- | -------- | ----- |
| Aranyérem | 4     | Szun Jang (Sun Yang) | CHN        | 14:34.14 | WR    |
| Ezüstérem | 2     | Ryan Cochrane        | CAN        | 14:44.46 |       |
| Bronzérem | 5     | Kis Gergő            | HUN        | 14:45.66 | NR    |
| 4         | 7     | Pál Joensen          | FRO        | 14:46.33 | NR    |
| 5         | 6     | Chad La Tourette     | USA        | 14:52.36 |       |
| 6         | 3     | Peter Vanderkaay     | USA        | 15:00.47 |       |
| 7         | 8     | Samuel Pizzetti      | ITA        | 15:15.81 |       |
| 8         | 1     | Yohsuke Miyamoto     | JPN        | 15:20.67 |       |